# Вира и майна
«Вира и майна» — шестнадцатый студийный альбом российской группы «Сплин», выход которого состоялся 11 декабря 2020 года. Альбом был положительно оценён музыкальными критиками, отметившими музыкальное разнообразие альбома, ироничные тексты и обращение к актуальным проблемам.

## История создания
В альбоме 11 песен. Все они написаны в 2020 году и проникнуты отсылками ко всему, происходившему в нём. По словам лидера группы Александра Васильева, «Вира и майна» — абсолютно спонтанный альбом.
Песни рождались быстро, и так же быстро хотелось их записать и поделиться ими.Александр Васильев.
В названии альбома «Вира и майна» использована терминология рабочих-такелажников: «вира» — вверх, подъём, «майна» —  вниз, опустить. В переносном смысле —  «взлёты» и «падения».
Создание альбома ознаменовалось выходом демо-версии песни «Передайте это Гарри Поттеру, если вдруг его встретите» в апреле 2020 года. Композиция, опубликованная в разгар весеннего локдауна COVID-19, получилась достаточно политизированной и вызвала оживлённую реакцию общественности. Свои песенные отклики записали Андрей Макаревич, Сергей Галанин и другие музыканты. Сведение альбома пришлось на второй карантин. Оно происходило в дистанционном формате. В результате музыканты не успели записать «живые» барабаны в песнях «Гарри Поттер» и «Кофейня», из-за чего эти композиции остались незавершёнными, исполненными под драм-машину.
9 октября 2020 года группа выпустила песню «За семью печатями». Александр Васильев заявил, что она войдёт в новую пластинку. 4 декабря того же года был выпущен экранизированный сингл «Джин», а также объявлены дата выхода, обложка, треклист и название нового альбома.
11 декабря того же года состоялся цифровой релиз альбома. В феврале 2022 года альбом был выпущен на виниловых пластинках.

## Критика
Алексей Мажаев в своей рецензии на сайте InterMedia даёт положительную оценку альбому, отмечая его естественность и злободневность. По мнению критика, Сплин не пытается шокировать или удивлять, он остаётся самим собой, традиционно сочетая в своих песнях высококлассные тексты, своеобразное чувство юмора и трагикомическую жизненную философию. Разбирая одну за другой песни с альбома, Мажаев обращает внимание слушателей на интересные музыкальные находки группы: фортепианные джазовые мотивы «Фазы», речитативную монотонность «За семью печатями» и «Передайте это Гарри Поттеру». Также, по словам критика, «Кесарь», «За семью печатями» и «Гарри Поттер» образуют внезапную трилогию, которая закольцовывает композицию альбома и утверждает Александра Васильева в амплуа заинтересованного критика.
В своём обзоре для «Коммерсанта» Борис Барабанов отметил качественное звучание альбома с его «гипнотическими» риффами и «хлёсткими», местами даже прямолинейными, строчками, которые „словно написаны к прямым эфирам телеканала «Дождь»“. В особенности обозреватель выделил завершающую композицию, «Гарри Поттер», а также добавил, что и остальные песни «не оставляют шанса прерваться, не дослушав альбом до конца».
Сергей Мезенов в обзоре для Colta.ru отозвался об альбоме как о сборнике «умеренно смешных песен-побасёнок», с одной стороны, отражающих сиюминутность пандемических ситуаций, а с другой — позволяющих автору песен «выйти из кокона важности» и стать самим собой. Кроме того рецензент обратил внимание на общую простоту композиции как в плане музыки, так и текстов, а также положительно отозвался о голосе Александра Васильева, который, по его мнению, «отказывается стареть».

## Список композиций
| №                   | Название                                                | Длительность |
| ------------------- | ------------------------------------------------------- | ------------ |
| 1.                  | «Призрак»                                               | 4:13         |
| 2.                  | «За семью печатями»                                     | 3:21         |
| 3.                  | «Беги, моя жизнь»                                       | 4:29         |
| 4.                  | «Джин»                                                  | 4:01         |
| 5.                  | «Фаза»                                                  | 3:46         |
| 6.                  | «Дежавю»                                                | 4:13         |
| 7.                  | «Кофейня»                                               | 2:53         |
| 8.                  | «Кесарь»                                                | 4:33         |
| 9.                  | «Фильм ужасов»                                          | 3:29         |
| 10.                 | «Кошмары»                                               | 4:03         |
| 11.                 | «Передайте это Гарри Поттеру, если вдруг его встретите» | 5:26         |
| Общая длительность: | Общая длительность:                                     | 44:32        |

## Участники записи
| «Сплин» - Александр Васильев — вокал - Алексей Мещеряков — барабаны - Дмитрий Кунин — бас-гитара - Николай Ростовский — клавишные - Вадим Сергеев — гитары Приглашённые музыканты - Евгений Барышников — гитары Струнный квартет - Гуля Наумова — скрипка - Алексей Гусаров — скрипка - Ирина Ежкова — альт - Наталья Назарова — виолончель | - Иннокентий Агафонов — звукорежиссёр записи и сведения - Евгений Барышников — инженер записи - Борис Истомин — мастеринг - Александр Васильев — рисунок на обложке - Антон Рамирес — дизайн |